# Filiz Ahmet
Filiz Ahmet (15 de abril de 1981) es una actriz macedonia de ascendencia turca. Es más conocida por la serie Muhteşem Yüzyıl, interpretando a Nigar Kalfa y la serie "Elveda Rumeli, interpretando a Zarife.

## Primeros años
Filiz Ahmet nació en Skopie, Macedonia del Norte. Desciende de turcos. Su abuelo fue un actor turco en macedonia. Su abuelo es cofundador del teatro macedonio-turco
Su primera actuación fue en el teatro era El Idiota, basado en la novela por el mismo nombre escrito por Fyodor Dostoevsky.
Su niñez coincidía con las guerras yugoslavas. Debido al conflicto, su familia decidió ir a Suecia, y más tarde regresaron a Macedonia cuando ella tenía 12 años. Se graduó de la escuela médica y luego de la Academia de Bellas artes en Skopie en 2003.
Ahmet es multilingüe y es capaz de hablar macedonio, albanés, turco, sueco, inglés, serbio, y búlgaro.

## Filmografía

### Televisión
| Año       | Título          | Papel       | Notas             |
| --------- | --------------- | ----------- | ----------------- |
| 2007-2009 | Elveda Rumeli   | Zarife      | Actriz de reparto |
| 2011-2013 | Muhteşem Yüzyıl | Nigar Kalfa | Actriz de reparto |
| 2014      | Ruhumun Aynası  | Gülpare     | Protagonista      |
| 2016      | Hayat Şarkısı   | Nurgül      | Actriz de reparto |
| 2019      | Vurgun          | Mihri       | Actriz de reparto |